# Окатик облямований
Окатик облямований (Acmaeops marginatus (C.G.Thomson, 1866)) — жук родини Скрипунових.

## Поширення
Окатик облямований — бореально-альпійський вид. Загальний ареал Окатика облямованого охоплює усю Північну Євразію. У Європі вид поширений на Скандинавському півострові та в гірських екосистемах Центральної та Західної Європи. 
На території України дуже спорадично зустрічається на Поліссі. У Карпатах — не відмічений. Присутність у східному лісостепу потребує підтверджень.